# 里奧因迪奧 (佩諾諾梅區)
里奧因迪奧（西班牙語：Río Indio），是巴拿馬的城鎮，位於該國中部，由科克萊省的佩諾諾梅區負責管轄，面積297.5平方公里，海拔高度51米，2010年人口5,240，人口密度每平方公里17.6人。